# Сірожупанники
Сірожупа́нники — загальноприйнята назва (від сірого кольору однострою) військової формації, утвореної (зусиллями Союзу Визволення України) після укладення Берестейського миру з українських полонених російської армії в Австро-Угорській імперії, головним чином в таборах у Фрайштадті (козаки) і Йозефштадті (Відень) (старшини).

## Опис
Формуванням і вишколом сірожупанників, що відбувався з березня 1918 року у м. Володимирі-Волинському, керувала австрійська військова місія на чолі з капітаном ген. штабу Кватерніком (його ад'ютант, сотник УСС Іван Коссак). Сформована дивізія дістала назву: Перша стрілецько-козацька дивізія; вона складалася з 4 піших полків (разом у полку 13 сотень), 1 гарматного дивізіону, 1 кінної й 1 інженерної сотні та з допоміжних формацій. Бойовий стан на 1 липня 1918 р. — 140 старшин і 6000 козаків; командувач — підполковник І. Перлик (начальник штабу — сотник О. Пилипенко).
20 серпня (за іншими даними 28 серпня) 1918 року була передана австрійським Головним командуванням Українській Державі, маючи у своєму складі 230 старшин, 7050 козаків, 48 австро-угорських старшин, 176 австро-угорських підстаршин та стрільців, 659 коней. Усього за дев'ять днів — до 29 серпня, чисельність дивізії скоротилася до 3500 козаків. Решта була демобілізована з наказу гетьмана. Після параду у Києві 1 вересня 1918 року (перед гетьманом Павлом Скоропадським) дивізія була відправлена на північну Чернігівщину в район Конотоп-Кролевець — для охорони східних кордонів від нападів більшовицьких загонів. У жовтні демобілізована до величини близько 1200 осіб, у тому числі 250 старшин; 17 листопада 1918 р. під час повстання проти гетьмана дивізія перейшла на бік Директорії і тимчасово збільшилася до 6000 вояків (командир отаман Михайло Палій, пізніше підполковник Володимир Абаза): 26 листопада 1918 в Конотопі залізничники разом з охороною під керівництвом полковника Палія розпочали повстання, захопивши зі складу 5 тисяч гвинтівок і п'ять кулеметів, повстання перекинулося на місто, яке опинилося під владою сірожупанників; штаб 95-ї німецької дивізії відмовився придушити виступ і, оголосивши нейтралітет, офіційно заявив, «що переворот гетьманського ладу вже відбувся».
З грудня 1918 у боях з більшовиками на Чернігівщині проти т. зв. Першої радянської української дивізії та, оскільки мобілізовані сірожупанники проти неї не хотіли битися, було проведено часткову демобілізацію, після якої Сіра дивізія (нова назва формації сірожупанників; командир генерал Антін Пузицький) нараховувала 2500 козаків і старшин. З середини січня до середини березня 1919 на протибольшовицькому фронті на північному Правобережжі (бої у районі Коростеня, Овруча, Житомира й Бердичева, в яких сірожупанники зазнали важких втрат).
З квітня 1919 на протипольському фронті (ним командував генерал Олександр Осецький) розвинулася в корпус у складі двох дивізій (командир генерал Ілля Мартинюк). У середині травня розбита поляками, попала в більшості до них у полон. Рештки сірожупанників пробилися в околиці Ланівців, утворивши нову 4 Сіру Стрілецьку дивізію (до 700 багнетів, командир полковник П. Ганжа) у складі Волинської групи; її залишки (4 Сіра бригада) воювали до листопада 1920 (у складі 2-ї Волинської дивізії).

## Однострій
«Сірожупанники»  — загальноприйнята неофіційна назва дивізії за кольором верхньої форми одягу ( жупана ) пошитої із сірого сукна.

## Капелани Дивізії
- Іоанн (Теодорович)

## Військовики
- Абаза Віктор Іванович — командир дивізії

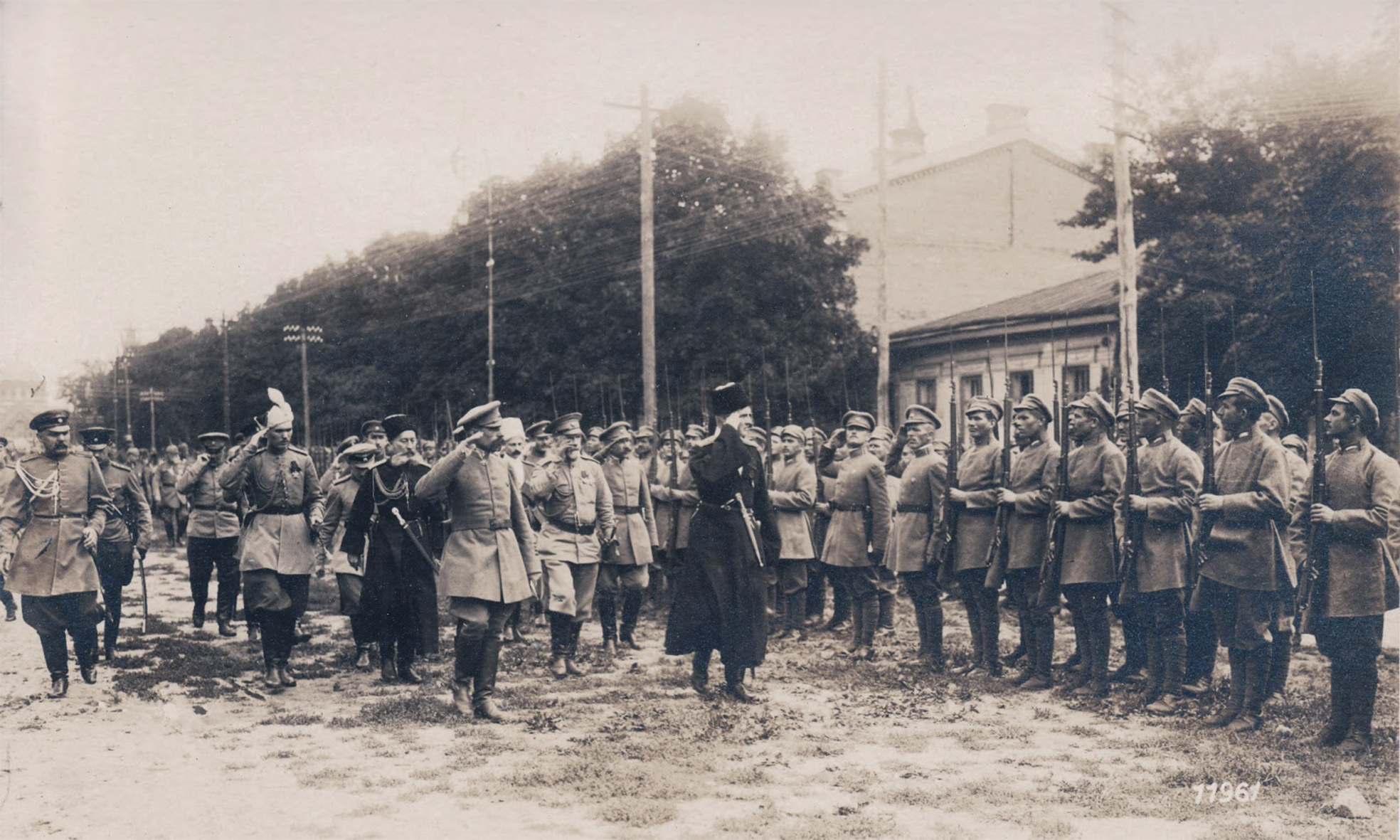
Гетьман Скоропадський оглядає Сірожупанну дивізію. 1918 рік.

Пам'ятник полеглим козакам і старшинам 10-го Сірожупанного полку Армії УНР с. Холодець

- Абаза Володимир Миколайович — з жовтня 1918 — командир 4-го полку
- Білик Андрій Мусійович — підстаршина 1-ї батареї
- Биковський Лев Устимович
- Букшований Микола Федорович — хорунжий 4-ї сотні 4-го полку
- Бутович Микола Григорович — ад'ютант штабу
- Бучек Порфирій Андрійович — командир 11-го Сірожупанного полку
- Васильєв-Чечель Петро Гаврилович — начальник дивізії
- Волосевич Олександр Іванович — начальник штабу 4-ї Сірожупанної дивізії
- Вротновський-Сивошапка Костянтин Германович — командир окремого загону Сірожупанників
- Гавришко Микола Степанович — командир куреня 3-го Сірожупанного полку
- Ганжа Петро Андрійович — командир 1-ї бригади 1-ї Сірожупанної дивізії
- Горбатенко Іван Семенович — хорунжий 1-ї Сірої дивізії
- Гревізірський Микола Павлович — старшина 4-го Сірого збірного полку
- Грудина Григорій Омелянович — начальник 4-ї Сірожупанної дивізії
- Гудима Михайло Авксентійович — командир 4-го Сірожупанною полку
- Гудимович Анастасія — сестра-жалібниця і зв'язкова
- Гуртовенко Харитон Власович — начальник штабу 4-ї Сірожупанної дивізії
- Дубрівний Павло Омелянович — старшина, скарбник дивізії
- Запорожець Петро — хорунжий 1-го Сірого полку
- Петар Мілутін Кватерник — начальник штабу дивізії на початку формування
- Кисіль Володимир — командир куреня 3-го Сірожупанного полку
- Коваль Ілько — командир 4-го Сірожупанного рекрутського полку
- Ковжун Павло Максимович — інформаційне бюро
- Комаровський Льонгін — командир кінної сотні окремого загону
- Костик Анатолій — командир 1-го Сірожупанного полку
- Кривенко Микола Кіндратович — хорунжий
- Кріпак Нестор Іванович — командир 1-го збірного куреня 4-ї Сірожупанної бригади
- Курило Кость Миколайович — начальник штабу 1-го Сірого полку
- Любич Павло — командир 4-го Сірожупанного полку
- Мазуренко Марко Єрофійович — командир 3-го Сірожупанного полку Армії Української Держави
- Макарук Петро Павлович — помічник державного інспектора 4-ї Сірої дивізії
- Мартинюк Ілля Сильвестрович — командир дивізії
- Мандзенко Йосип Полікарпович — командир 5-ї сотні 1-го полку
- Мироненко-Васютинський Понтій Семенович — командир окремого загону Сірожупанників у складі 6-ї Запорізької дивізії
- Морозевич Іван Антонович — начальник штабу 1-ї Сірожупанної дивізії
- Нагорний Степан Васильович — командир 1-го куреня 1-го полку
- Немоловський Володимир — командир куреня 3-го полку
- Новицький Олексій — штабіст
- Овчаренко Леонтій — значковий 4-го полку
- Павло Васильєв-Чечель — у 1918 році — командир дивізії
- Палій Михайло (підполковник) — начальник Сірожупанної дивізії військ Директорії.
- Палій-Неїло Борис Васильович — полковник
- Паньківський Федір Федорович — командир 2-го Сірожупанного полку
- Пархомюк Хома — командир 2-го Сірожупанного полку
- Перлик Іван — перший командир дивізії
- Пилипенко Микола Федорович — начальник штабу 2-ї Сірожупанної дивізії
- Пилипів Олександр Данилович — начальник парку гарматної бригади
- Прохода Василь Хомич — начальника штабу
- Пузицький Антін Олексійович — командир дивізії
- Середа Петро Терентійович — командир 3-го куреня 3-го Сірожупанного полку
- Синиця Стефан — начальник господарчої частини 4-го Сірожупанного полку
- Сич Ілько — старшина 1-ї Сірожупанної дивізії
- Стахівський Леонід — т. в. о. командира 1-го Сірожупанного полку
- Таран (Півченко) Сергій Андрійович — командир 2-го куреня 10-го Сірожупанного полку
- Таранущенко Петро Васильович — командир гарматного полку 1-ї Сірожупанної дивізії
- Федченко Микола Юхимович — значковий 2-го полку
- Фомічевський Григорій — старшина 4-го Сірожупанного полку
- Хайневський Гнат Павлович — старшина 4-ї Сірої бригади
- Харитоненко Микола Аркадійович — командир сотні 10-го пішого полку
- Шепель Володимир Павлович — командир 4-ї Сірої бригади

## Вшанування пам'яті
З метою розширення міських заходів щодо патріотичного виховання молоді, у березні 2018 року у Володимирі-Волинському хочуть відзначити сторіччя створення у місті першої регулярної формації Армії УНР — Першої стрілецько-козацької дивізії. З такою пропозицією до міської влади, керівників певних управлінь та відділів звернулась депутат міської ради з відповідним зверненням. Тим більше, на місці дислокації Першої стрілецько-козацької дивізії УНР тепер стоїть 14-та механізована бригада. Окрім того, в одній із міських книгарень планують протягом березня 2018 року організувати тематичну виставку-продаж літератури з історії українського війська, утвердження державності для старшокласників, місцевої студентської та військової молоді.